# سوبارو بليو

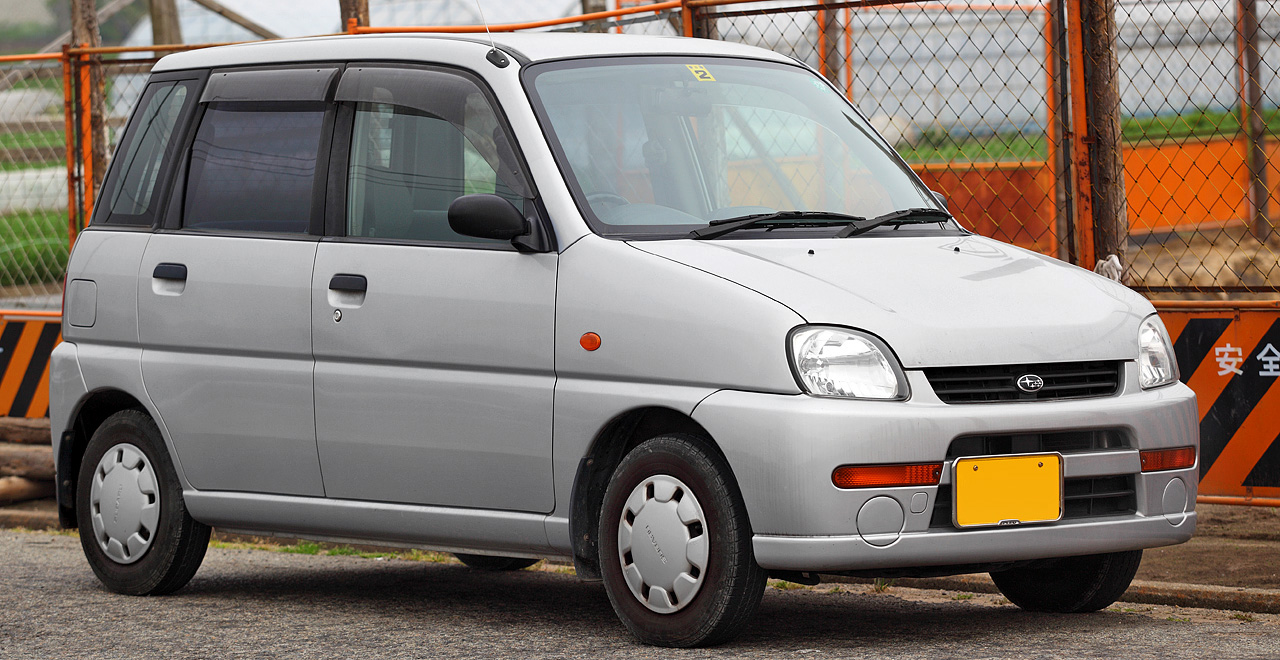

سوبارو بليو هي سيارة من طراز كي صنعتها شركة صناعة السيارات اليابانية سوبارو منذ عام 1998.
تعد بليو أطول من سيارات الهاتشباك التقليدية من طراز كي، ولكنها أقصر من الميكروفان النهائي، Suzuki Wagon R، وهي متوفرة بمجموعة متنوعة من محركات 658 cc I4: SOHC ،DOHC، وضاغط عنفي فائق في مستويين مختلفين من القطع. إنها تتنافس مع هوندا لايف و Daihatsu Move و Mitsubishi Toppo في فئة العربات الطويلة من سيارات كي في اليابان.
اسم بليو هو معنى لاتيني لكلمة «ملء».

## الجيل الأول - RA1 / RA2 / RV1 / RV2 (1998-2009)

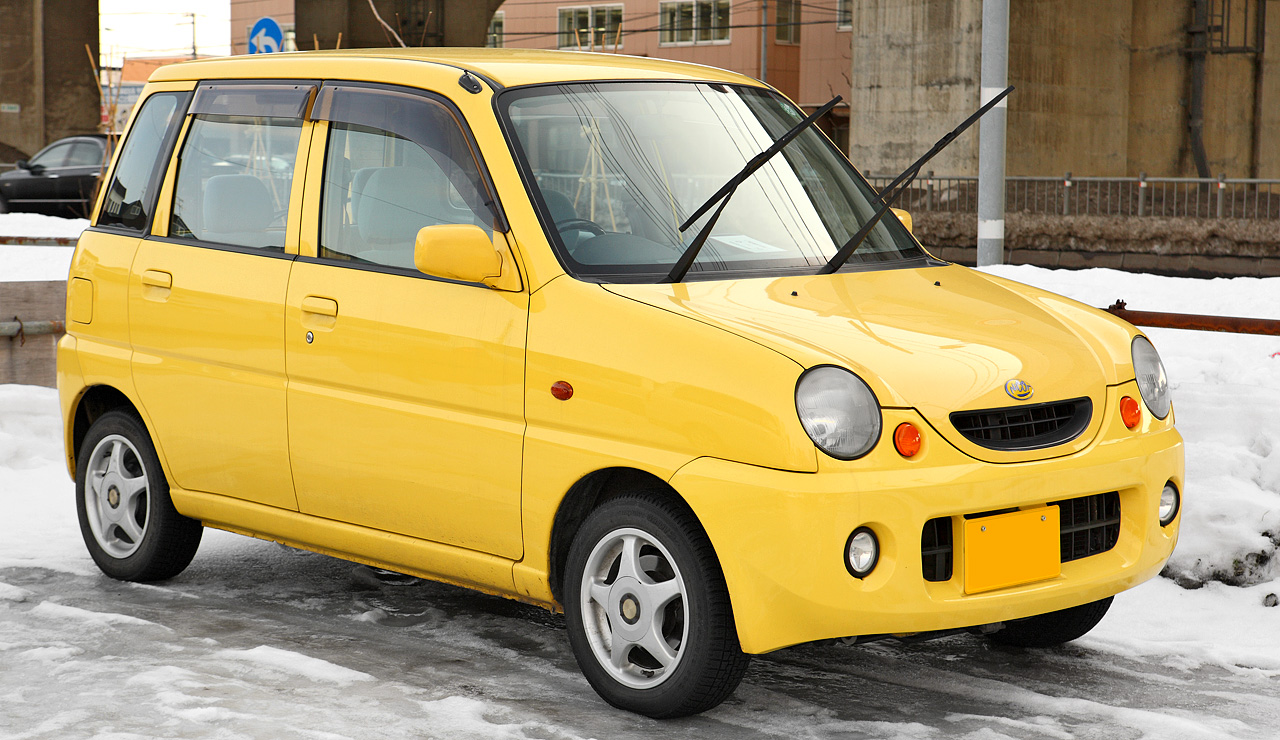
بليو نيكوت

تم طرح الجيل الأول من بليو للبيع لأول مرة في اليابان في 9 أكتوبر 1998، ليحل محل فيفيو (سيارة هاتشباك تقليدية من طراز كي)، عندما فرضت اللوائح اليابانية تغيير الحجم في شريحة ضريبة السيارة كي، وكل طراز سيارة كي من كل طراز نتيجة لذلك. كانت السيارة متوفرة بثلاثة أنواع مختلفة من محرك EN07؛ سيارة بمحرك سحب طبيعي بقوة 46 حصانًا (34 كيلوواط)، وهي سيارة رياضية مع ضاغط عنفي فائق بقوة 64 حصانًا (47 كيلو واط)، وأيضًا إصدار «معتدل الشحن» الذي يهدف إلى خصائص قوة مماثلة لتلك الخاصة بسيارة سعة لتر واحد. يحتوي الإصدار المعتدل الشحن على شاحن فائق (مع ضغط تعزيز منخفض) و 60 حصان (44 كيلو واط). ظهر الإعلان التلفزيوني الأصلي لبث بليو على الصعيد الوطني في جميع أنحاء اليابان طوال الربع الرابع من عام 1998 على ريميكس هيب هوب لأغنية أريا أون بيل دي فيديرمو من أوبرا ماداما باترفلاي للملحن الإيطالي جياكومو بوتشيني كموسيقى خلفية لها. استمر بيع فيفيو جنبًا إلى جنب مع بليو حتى تم إيقاف فيفيو في 31 أكتوبر.

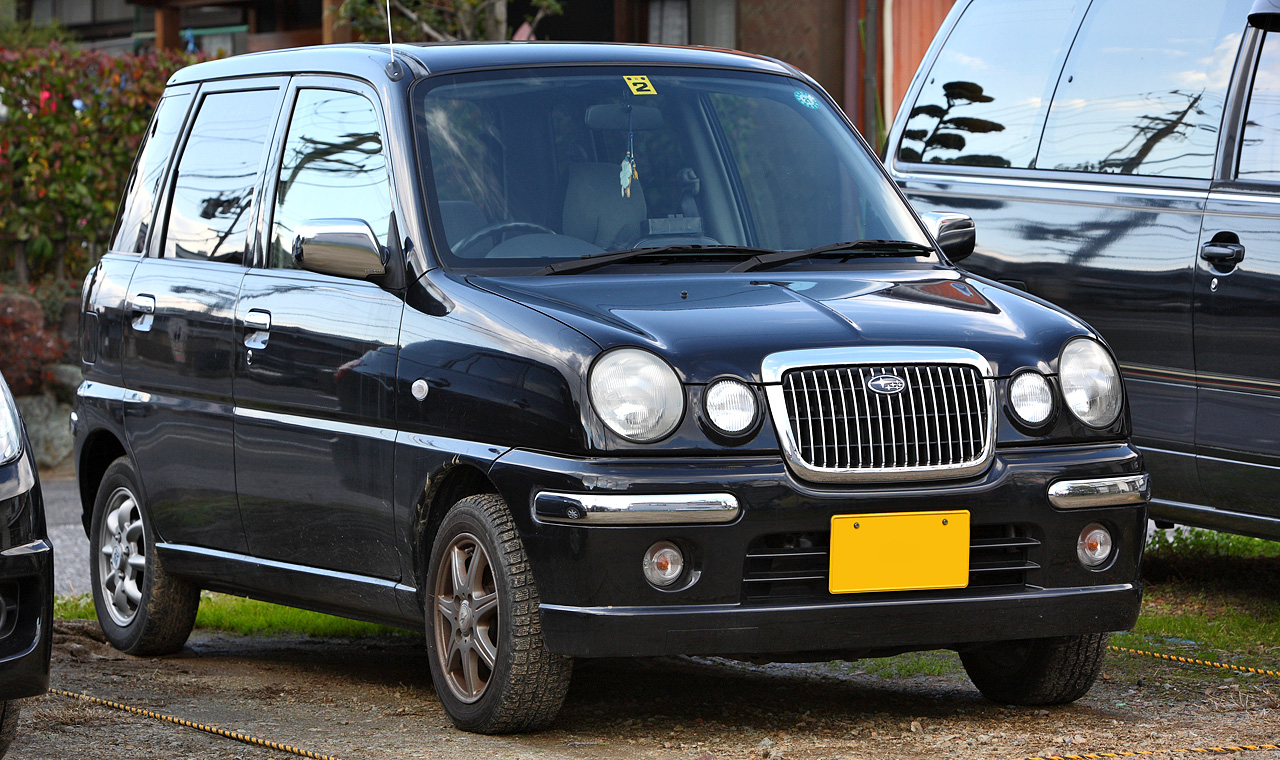
بليو ناستا من الطراز الكلاسيكي

في يونيو 1999، أطلقت سوبارو نسخة كلاسيكية الطراز ومجهزة بشكل أفضل من بليو، تسمى نيستا. هذا له تصميم أمامي جديد بالكامل، بما في ذلك الرفارف الجديدة، لاستيعاب الشبك المطلي بالكروم والمصابيح الأمامية المستديرة (المزدوجة). تميزت بمجموعة محركات بليو الكاملة. في أكتوبر، تم إطلاق إصدار رياضي يسمى إل إس. في معرض طوكيو للسيارات عام 1999، تم عرض نموذج أولي يعمل بغاز البترول المسال مع نسخة حديثة من الواجهة الأمامية لنيستا، مع اسم «بليو نيكوت»، على الرغم من أنه لم يدخل الإنتاج لمدة عام آخر. في ديسمبر، تم إطلاق إصدار لي.
في مايو 2000، أطلقت سوبارو جي إيديشن من بليو نيستا. وفي أكتوبر، تم إطلاق أول طبعة محسنة وفي ديسمبر تم إطلاق النموذج المبهج المسمى بليو نيكوت أخيرًا. باستخدام المصابيح الأمامية الدائرية المفردة والشبكة الصغيرة على شكل ابتسامة، فقد استخدمت المصدات الأمامية الخاصة بطراز نيستا بطريقة أكثر حداثة. كان خيار المحرك الوحيد هو الإصدار المشحون (الذي يعمل بالبنزين).
في مايو 2001، تم إطلاق نسخة رياضية أكثر تحديثًا من بليو، تسمى آر إس. يُطلق على هذا النموذج أحيانًا اسم آر إم. في أكتوبر، تم إطلاق النسخة الثانية المحسنة.

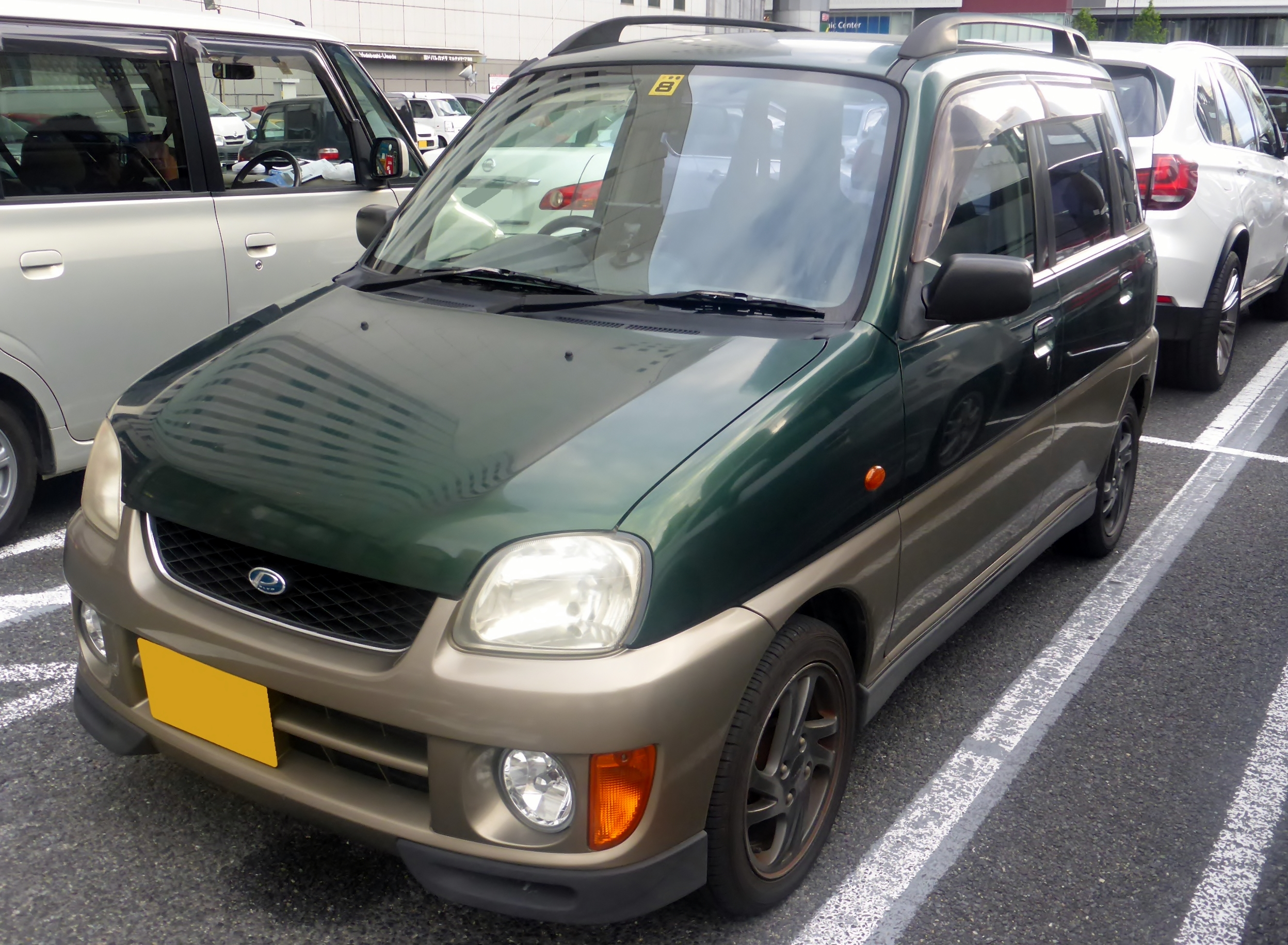
بليو آر إم

في يناير 2002، تم إطلاق الإصدارين L Plus Package و إف سبيشال. في مايو، تم إطلاق ثلاث إصدارات للدفع الرباعي، آر إس ليميتد II و إل إس ليميتد و إف ليميتد، للاحتفال بالذكرى الأربعين لشركة Subaru 4WD. في أكتوبر، تم إطلاق النسخة الثالثة المحسنة.
في مايو 2003، تم إطلاق أربعة إصدارات من بليو و إف إس ليميتد و إف إس سبيشال و إل سبيشال و نيستا جي إس سبيشال. في يونيو، تم تجديد كل من آر إس ليميتد و إل إس ليميتد. وفي الوقت نفسه، تم إطلاق إصدار جديد من بليو، وهو L Special Color Selection. تم تقديم آر 2 في 8 ديسمبر. بعد عام 2003، تم بيع بليو جنبًا إلى جنب مع آر 2. اعتبارًا من يناير 2004، لم تعد المحركات مع ضاغط عنفي فائق متوفرة، ولم يتبق سوى الإصدار الطبيعي حيث تم تغيير موضع بليو أسفل عروض فئة كي الأحدث من سوبارو. عاد خيار الشحن الخفيف بعد اثني عشر شهرًا، ثم اختفى بالكامل في يونيو 2006، بعد تقديم ستيلا.

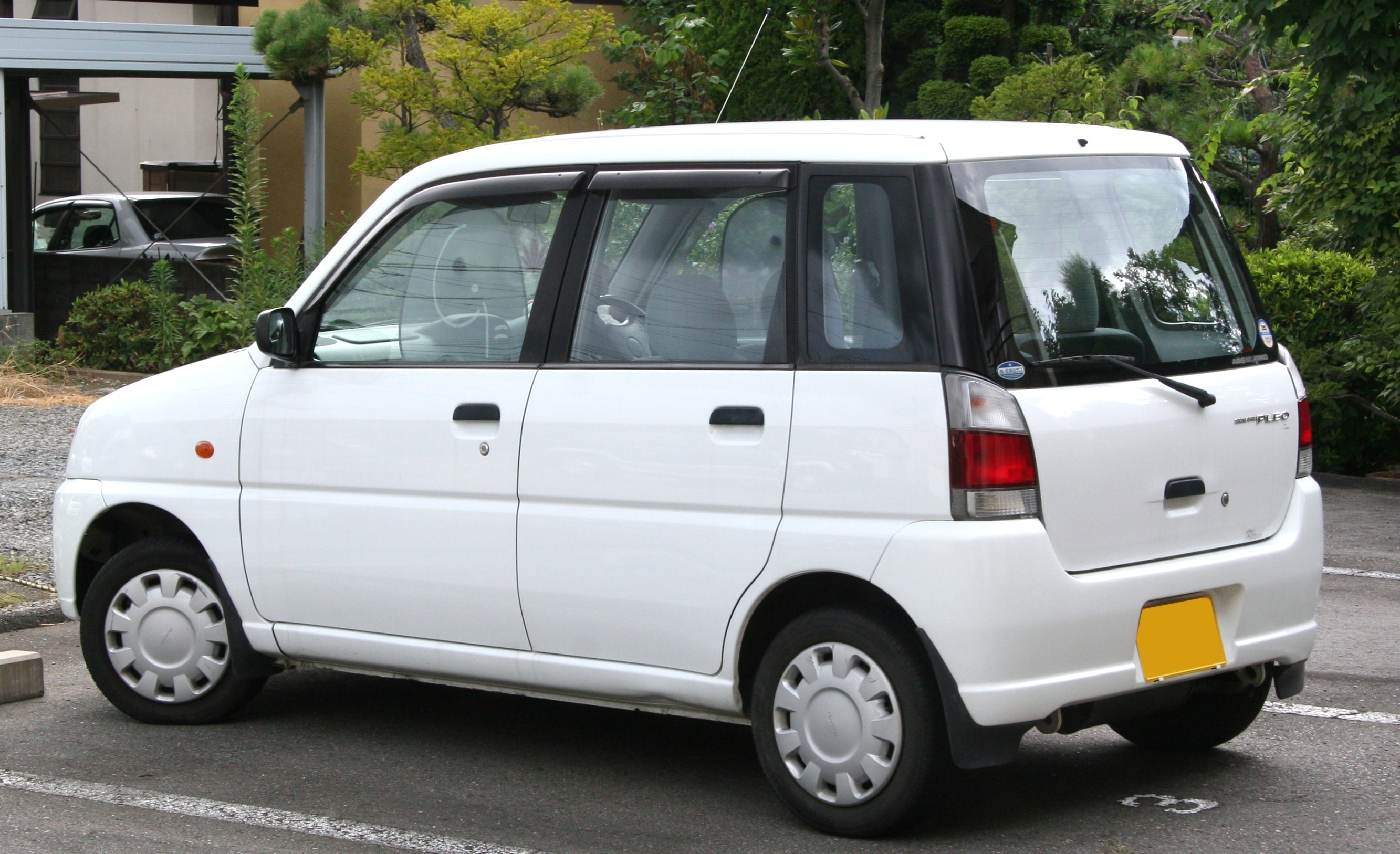
من الخلف

في يونيو 2007، تم إيقاف طراز إف.
في ديسمبر 2009، تم إيقاف بليو.

## الجيل الثاني - L275F / L285F / L275B / L285B (2010-2018)

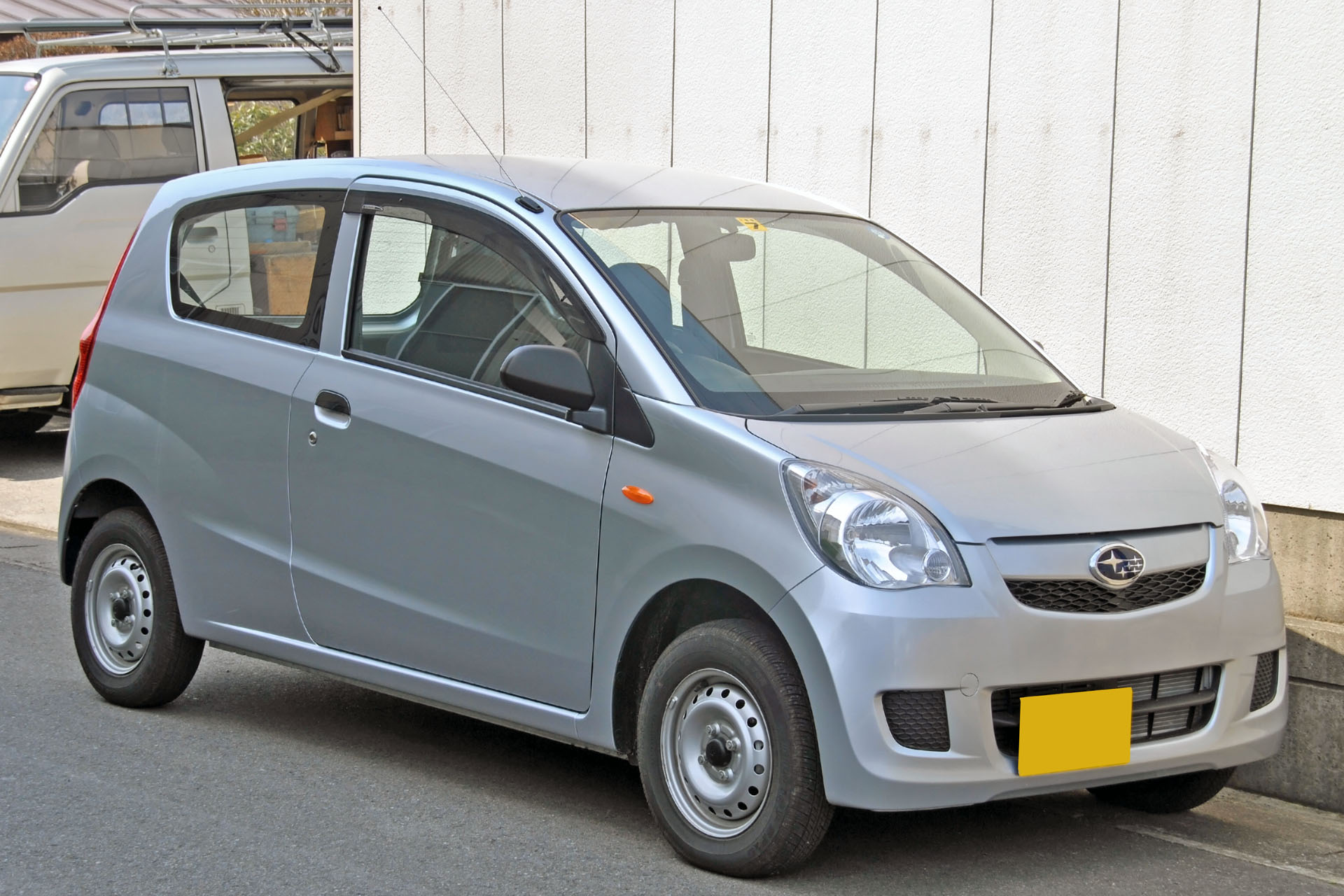
الجيل الثاني

تم طرح الجيل الثاني من بليو للبيع لأول مرة في اليابان في 20 أبريل 2010. نظرًا لاستثمار شركة سوبارو من قبل تويوتا، تم تصنيع هذا الجيل الثاني بواسطة ديهاتسو بدلاً من سوبارو، وهو عبارة عن ديهاتسو ميرا تم تجديده.